# Ratusz w Nowej Wsi Spiskiej

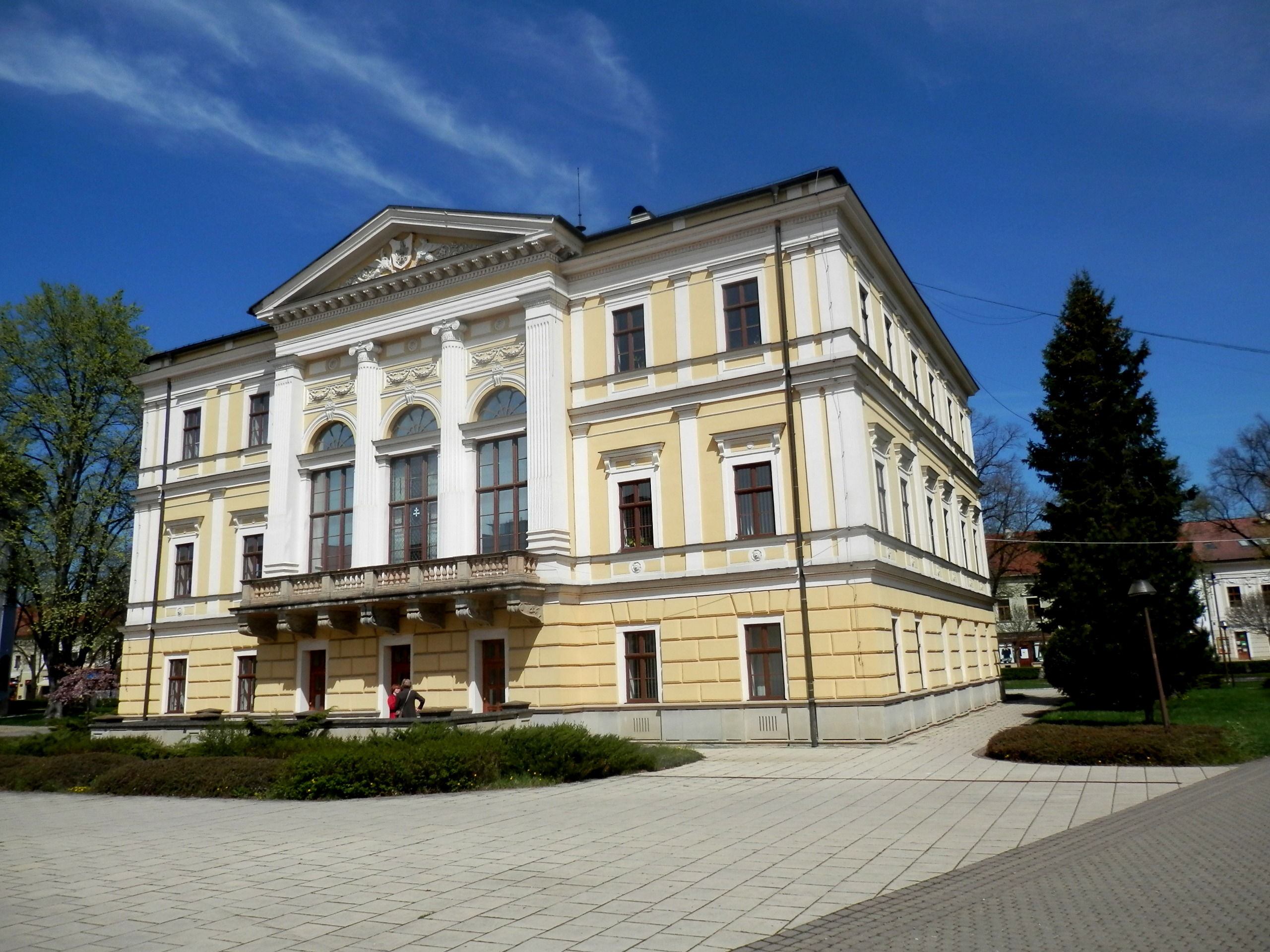
Ratusz w Nowej Wsi Spiskiej

Ratusz w Nowej Wsi Spiskiej – zabytkowa, reprezentacyjna siedziba władz miejskich w Nowej Wsi Spiskiej na Słowacji. Usytuowany jest w zachodniej części spiskonowowiejskiego rynku (dziś Plac Ratuszowy, słow. Radničné námestie), pomiędzy kościołem Wniebowzięcia NMP a kościołem ewangelickim.
Wolonostojąca, murowana, trzykondygnacyjna, klasycystyczna budowla na rzucie prostokąta, wzniesiona została w latach 1777-1779 na miejscu starszego domu handlowego, wspominanego już w 1515 r. Według miejskiej kroniki kosztowała ona 11 569 złotych i 51 grajcarów. Fasady północna i południowa budowli są siedmioosiowe, fasady wschodnia i zachodnia – sześcioosiowe. Wejście do ratusza znajduje się po stronie północnej, natomiast główną, reprezentacyjną fasadą jest fasada południowa. Jej centrum wyznacza trójosiowy ryzalit zwieńczony tympanonem, na wysokości drugiej i trzeciej kondygnacji zaakcentowany czterema półkolumnami, z których dwie wewnętrzne, półokrągłe, mają jońskie głowice. Na wysokości drugiej kondygnacji przed lico budowli wysuwa się paradny balkon z kamienną balustradą, wsparty na siedmiu kamiennych kroksztynach. Pomiędzy półkolumnami znajdują się trzy wysokie okna, przedzielone na wysokości drugiej kondygnacji poziomą belką i zwieńczone łukowato. Pola ponad nimi zdobią stiukowe girlandy i medaliony. Pośrodku tympanonu znajduje się herb miasta, podtrzymywany z obu stron przez gryfy.
Budynek ratusza był kilkakrotnie remontowany. Ostatnie prace rekonstrukcyjne miały miejsce w latach 1992 oraz 1994-1995.
Najważniejszym pomieszczeniem w ratuszu jest umieszczona centralnie, wysoka na dwie kondygnacje (drugą i trzcią) sala paradna Rady Miejskiej. Jej front wyznaczają wspomniane trzy wysokie okna w południowej elewacji budynku. Wnętrze sali urozmaicają pilastry oraz bogata dekoracja sgraffitowa. Na ścianie foyer na parterze znajduje się prezentacja herbów miast partnerskich Nowej Wsi Spiskiej oraz oryginał posągu Immaculaty z kolumny maryjnej, stojącej na rynku.
Od momentu budowy aż do lat 50. XX w. był ratusz ośrodkiem oficjalnego życia miejskiego. W nim i wokół niego miały miejsce wszystkie wydarzenia najważniejsze dla Nowej Wsi Spiskiej. Przed ratuszem odbywały się w istotnych dla miasta momentach zgromadzenia jego mieszkańców, a z ratuszowego balkonu przemawiali do nich władarze miasta. Wśród mieszkańców Nowej Wsi Spiskiej budynek ten posiadał zawsze drugą, bardziej familiarną nazwę: Dom Miejski (słow. Mestský dom).
Dziś budynek Ratusza jest siedzibą burmistrza oraz niektórych urzędów miejskiej administracji samorządowej. W paradnej sali Rady Miejskiej przyjmowani są najdostojniejsi goście miasta. Tu również odbywają się ceremonie zaślubin i nadawania imion dzieciom. Na parterze znajdują się pomieszczenia administracyjne, na pierwszym piętrze mieszczą się pomieszczenia reprezentacyjne, a na drugim – pomieszczenia biurowe. W podziemiach znalazły siedzibę pomieszczenia socjalne i sala bankietowa.